# It's in the Rain
It's in the Rain é uma canção da cantora irlandesa Enya. Foi lançada como segundo single do álbum Amarantine no ano de 2006 em alguns países europeus.